# Aneta Kaniak-Golik
Aneta Edyta Kaniak-Golik – polska biolog, doktor habilitowana nauk biologicznych, pracownik Instytutu Biochemii i Biofizyki Polskiej Akademii Nauk, specjalności naukowe: genetyka komórkowa, genetyka molekularna.

## Życiorys
W 1999 na Wydziale Nauk Przyrodniczych Uniwersytetu Wrocławskiego uzyskała stopień naukowy doktora nauk prawnych (dyscyplina: biologia, specjalność: genetyka). W 2018 na podstawie dorobku naukowego oraz pracy pt. Naprawa i utrzymanie mitochondrialnego DNA w komórkach drożdży Saccharomyces cerevisiae w sieci powiązań między mitochondriami i jądrem w modelowej komórce eukariotycznej otrzymała w Instytucie Biochemii i Biofizyki Polskiej Akademii Nauk stopień doktora habilitowanego nauk prawnych w dyscyplinie biologia.
Została adiunktem Instytutu Biochemii i Biofizyki Polskiej Akademii Nauk.